# I'm Waiting for the Man
Pistes de The Velvet Underground and Nico
Sunday Morning Femme Fatale
I'm Waiting for the Man est une chanson du groupe de rock américain The Velvet Underground, écrite et composée par Lou Reed. Elle apparaît sur leur premier album, The Velvet Underground and Nico, sorti en 1967.

## Texte et accueil
La chanson raconte comment un homme achète une dose d'héroïne pour 26 dollars à Harlem, au coin de Lexington Avenue et de la 125e rue, l'«homme» du titre étant un trafiquant de drogue. Outre les habituelles guitare, basse et batterie, on y entend un piano. C'est une des chansons les plus populaires du groupe, et l'une des nombreuses qui ont pour sujet la consommation de drogues. Après son départ du groupe, en 1970, Lou Reed continue à la jouer en concert.
En 2004, le magazine Rolling Stone la classe en 156e position sur sa liste des 500 meilleures chansons de tous les temps.

## Versions alternatives

### Ludlow Street Loft, juin 1965
Cette chanson fait partie d'un ensemble enregistré par Lou Reed, John Cale et Sterling Morrison dans le loft du groupe, sur Ludlow Street, à Manhattan. Cette version, dénuée de percussions, est marquée par une influence plus folk, voire blues, que la version de l'album. Elle a été éditée dans le coffret Peel Slowly and See.

### Scepter Studios, avril 1966
Avant que la version finale soit réenregistrée dans les T.T.G. Studios, à Hollywood, une autre prise a été enregistrée dans les Scepter Studios, à New York. Cette prise est un peu plus courte, le piano est moins audible et un tambourin remplace la batterie. En outre, Reed chante I'm waiting for the man au début de la chanson, alors sur la version de l'album, il chante systématiquement I'm waiting for my man.

## Personnel
- Lou Reed : Chant, Guitare
- John Cale : Piano, Basse
- Sterling Morrison : Guitare
- Maureen Tucker : Batterie, tambourins

## Reprises
Lou Reed, John Cale, Nico et Maureen Tucker, membres du groupe, ont tous enregistré des reprises de cette chanson durant leurs carrières solo. D'autres artistes l'ont reprise, comme Bauhaus (avec Nico), David Bowie, Eater, Sheep on Drugs, The Celibate Rifles, Orchestral Manoeuvres in the Dark, Vanessa Paradis, Été 67, Belle & Sebastian, Bored!, Slaughter & The Dogs, Keith Richard.
Le groupe belge dEUS a repris ce titre sur leur première démo en 1992 dEUS and All sous le titre Waiting for my man'. Cette version est totalement différente puisque le groupe a mixé I'm waiting for the man avec Heroin.

## Utilisations dans les médias
La chanson est présente dans le film Ils se marièrent et eurent beaucoup d'enfants (2004) d'Yvan Attal.